# Жан-Франсуа де Сарт
Жан-Франсуа де Сарт (фр. Jean-François De Sart, нар. 18 грудня 1961, Варем) — бельгійський футболіст, що грав на позиції захисника. По завершенні ігрової кар'єри — тренер.
Виступав за «Льєж», з яким став володарем Кубка Бельгії, та «Андерлехт», вигравши з ним чемпіонат Бельгії, а також національну збірну Бельгії.

## Клубна кар'єра
У дорослому футболі дебютував 1979 року виступами за команду «Льєж», в якій провів дванадцять сезонів і 1990 року клубу виграти Кубок Бельгії.
Своєю грою за цю команду привернув увагу представників тренерського штабу клубу «Андерлехт», до складу якого приєднався 1991 року. Втім у новій команді Жан-Франсуа був лише дублером основної пари центральних захисників Мішель де Вольф — Грам Рутьєс, тому на поле виходив нерегулярно. Тому здобувши титул чемпіона Бельгії у 1993 році, він вирішив повернутись у «Льєж» і захищав його кольори до припинення виступів на професійному рівні у 1995 році. Загалом за кар'єру у рідній команді де Сарт провів 373 матчі у всіх змаганнях.

## Виступи за збірну
27 травня 1989 року дебютував в офіційних іграх у складі національної збірної Бельгії у товариському матчі проти збірної Югославії (1:0), після чого до кінця року зіграв у ще двох товариських матчах, які і стали його останніми за збірну, хоча викликатись до неї він продовжував і наступного року, будучи у заявці команди на чемпіонаті світу 1990 року в Італії.

## Кар'єра тренера
По завершенні кар'єри гравця де Сарт приєднався до Королівської Бельгійської футбольної асоціації, де спочатку був помічником тренера збірної до 13 років, а 1996 року став асистентом Аріеля Якобса у молодіжній збірній.
У 1997 році він став головним тренером збірної до 19 років, з якою працював протягом двох сезонів, після чого в 1999 році замінив Якобса на посаді головного тренера молодіжної збірної. Під керівництвом де Сарта бельгійська молодіжка вперше у своїй історії вийшла до фінального раунду молодіжного чемпіонату Європи 2002 року. На турнірі, що проходив у Швейцарії бельгійцям не вдалось вийти з групи, тим не менш Жан-Франсуа продовжив роботу з командою і після двох невдалих кваліфікацій зумів знову вивести збірну на Євро-2007 у Нідерландах. Цього разу збірна дістались півфіналу першості, що дозволило бельгійцям кваліфікуватись на футбольний турнір Олімпіади 2008 року в Пекіні. Там, керуючи новим бельгійським «золотим поколінням», до якого входили такі майбутні зірки європейського футболу як Венсан Компані, Томас Вермален, Маруан Феллаїні, Ян Вертонген, де Сарт посів з командою 4 місце.
12 лютого 2010 року де Сарт був призначений помічником нового головного тренера «Стандарда» (Льєж) Домініка Д'Онофріо, а 1 липня того ж року підписав однорічний контракт на посаду спортивного директора Академії клубу, поєднавши цю роботу з посадою тренера молодіжної збірної. У червні 2011 року де Сарт обійняв посаду спортивного директора клубу. У той же час він залишив усі свої посади в Бельгійському футбольному союзі. В червні 2014 року стало відомо, що де Сарт і «Стандард» не досягли угоди про продовження контракту і Жан-Франсуа покинув клуб.

## Титули і досягнення
- Чемпіон Бельгії (1):

«Андерлехт»: 1992/93
- Володар Кубка Бельгії (1):

«Льєж»: 1989/90

## Особисте життя
Сини Жана-Франсуа — Жульєн та Алексіс — також професійні футболісти.